# 前进街道 (松原市)
前进街道，是中华人民共和国吉林省松原市宁江区下辖的一个乡镇级行政单位。

## 行政区划
前进街道下辖以下地区：
春江社区、前进社区、职大社区和红烛社区。